# Paul Hollander
Paul Hollander, född 3 oktober 1932 i Budapest, död 9 april 2019 i Northampton, Massachusetts, var en ungersk-amerikansk sociolog och författare. Han var professor emeritus i sociologi vid University of Massachusetts i Amherst samt medarbetare vid Davis Center for Russian and Eurasian Studies vid Harvard University.
Hollander föddes i en judisk familj i Budapest, Ungern. Han växte upp både under nazisternas ockupation och senare under kommunismen. Han lämnade landet efter Ungernrevolten 1956 och kom senare till USA där han fick medborgarskap. Han blev fil.dr. i sociologi från Princeton University 1963 och fil.kand. från London School of Economics 1959. Han är författare till boken Political Pilgrims, där han analyserar medlöperi i västvärlden inför totalitära regimer. Han är också författare till boken Anti-Americanism, där han analyserar antiamerikanism, samt redaktör till Understanding Anti-Americanism: Its Origins and Impact at Home and Abroad.